# Orchestina nadleri
Orchestina nadleri är en spindelart som beskrevs av Arthur M. Chickering 1969. Orchestina nadleri ingår i släktet Orchestina och familjen dansspindlar. Inga underarter finns listade i Catalogue of Life.